# Saszo Penow
Saszo Georgiew Penow (bułg. Сашо Георгиев Пенов; ur. 27 lipca 1960 w Montanie) – bułgarski prawnik i nauczyciel akademicki, profesor, w latach 2022–2023 minister edukacji i nauki.

## Życiorys
W 1986 uzyskał magisterium z prawa na Uniwersytecie Sofijskim im. św. Klemensa z Ochrydy, doktoryzował się w 1996. Kształcił się również na uczelniach w Niemczech, Austrii czy Grecji. Specjalizował się w prawie finansowym i podatkowym. Od 1987 zawodowo jako nauczyciel akademicki związany z macierzystym uniwersytetem, w 2012 uzyskał profesurę. Pracował też w administracji skarbowej, w 1994 podjął praktykę w zawodzie adwokata. Był członkiem rady konsultacyjnej ds. legislacji przy Zgromadzeniu Narodowym 39. i 40. kadencji, a także członkiem rady do spraw prawnych przy prezydencie Bułgarii. W latach 2010–2018 kierował katedrą nauk administracyjno-prawnych na Uniwersytecie Sofijskim, a w latach 2011–2018 pełnił funkcję dziekana wydziału prawa tej uczelni
W sierpniu 2022 został ministrem edukacji i nauki w powołanym wówczas przejściowym rządzie Gyłyba Donewa. Utrzymał tę funkcję również w utworzonym w lutym 2023 drugim technicznym gabinecie tego samego premiera. Zakończył urzędowanie w czerwcu 2023.